# علم مقاطعة سمولينسك
أعتمد علم أوبلاست سمولينسك في يوم 10 كانون الأول - ديسمبر 1998. ويتكون العلم من حقل أحمر ويوجد فيها شريطين باللون الأصفر نسبة عرضها 1/20 من عرض العلم. كما يوجد في الزاوية اليسرى من العلم صورة لشعار سمولينسك أوبلاست.